# Platyptilia vilema
Platyptilia vilema là một loài bướm đêm thuộc họ Pterophoridae. Loài này có ở quần đảo Galápagos.
Sải cánh dài 16–21 mm. Con trưởng thành bay vào tháng 3 và tháng 4.
Ấu trùng ăn các loài Darwiniathamus.